# 남평초등학교 (충북)
남평초등학교는 대한민국 충청북도 청주시에 있는 공립 초등학교이다.

## 학교 연혁
- 1999. 05. 02 남평초등학교 설립인가
- 1999. 09. 01 남평초등학교 개교
- 2001. 02. 16  제1회 졸업식 (졸업생 148명, 총 148명)
- 2002. 02. 19  제2회 졸업식 (졸업생 196명, 총 344명)
- 2003. 02. 19  제3회 졸업식 (졸업생 218명, 총 560명)
- 2003. 09. 01  2대 서병익 교장 부임
- 2004. 02. 14  제4회 졸업식 (졸업생 283명, 총 843명)
- 2005. 02. 17  제5회 졸업식 (졸업생 293명, 총 1,136명)
- 2005. 03. 01  3대 박상필 교장 부임
- 2006. 02. 16  제6회 졸업식(졸업생 316명, 총 1,454명)
- 2007. 02. 16  제7회 졸업식(졸업생 319명, 총 1,773명)
- 2007. 03. 01  50학급 편성(유치원 2학급)
- 2007. 09. 01  4대 김정환 교장 부임
- 2008. 02. 19  제8회 졸업생 (졸업생 287명, 총 2,060명)
- 2008. 03. 01  48학급 편성 (유치원 2학급)
- 2009. 02. 18  제9회 졸업생 (졸업생 314명, 총 2,374명)
- 2009. 03. 01  48학급 편성 (유치원 3학급)
- 2009. 09. 01  5대 김순용 교장 부임
- 2010. 02. 19  제10회 졸업식 (졸업생 295명, 총 2,669명)
- 2010. 03. 01  47학급 편성 (특수학급 1학급, 유치원 3학급)
- 2011. 02. 18  제11회 졸업식 (졸업생 307명, 총 2,975명)
- 2011. 03. 01 6대 김종수 교장 부임
- 2011. 03. 01 47학급 편성 (특수학급 1학급, 유치원 3학급)
- 2012. 02. 29 제12회 졸업식 (졸업생 287명, 총 3,263명)
- 2012. 03. 01 47학급 편성 (특수학급 1학급, 유치원 3학급)
- 2013. 02. 14  제13회 졸업식 (졸업생 274명, 총 3,537명)
- 2013. 03. 01 7대 신병수 교장 부임
- 2013. 03. 01 47학급 편성 (특수학급 1학급, 유치원 4학급)
- 2014. 02. 13 제14회 졸업식(졸업생 230명, 총 3,767명)
- 2014. 03. 01 47학급 편성(특수학급 1학급 포함)
- 2015. 02. 13 제15회 졸업식(졸업생 198명, 총 3,965명)
- 2015. 03. 01 46학급 편성(특수학급 1학급 포함)
- 2015. 09. 01 8대 신화섭 교장 부임
- 2016. 02. 19  제16회 졸업식(졸업생 213명, 총 4,178명)
- 2016. 03. 01 45학급 편성(특수학급 1학급 포함)
- 2017. 02. 17 제17회 졸업식(졸업생 190명, 총 4,368명)
- 2017. 03. 01 43학급 편성(특수학급 1학급 포함), 청주교육대학교 교육실습협력학교
- 2018. 02. 14 제18회 졸업식(졸업생 187명, 총 4,555명)
- 2018. 03. 01 42학급 편성(특수학급 1학급 포함)
- 2019. 03. 01. 9대 이정훈 학교장 부임
- 2020. 03. 01. 37학급 편성(특수학급 1학급 포함), 청주교육대학교 교육실습협력학교
- 제21회 졸업식(졸업생 159명,총 5,092명)
- 2021. 3. 1. 36학급 편성(특수학급 1학급 포함)
- 2021. 1. 6. 제22회 졸업식(졸업생 167명, 총 5,259명)
- 2022. 3. 1. 34학급 편성(특수학급 1학급 포함)
- 2022. 3. 1. 10대 최정랑 교장 부임
- 2023. 1. 9. 제23회 졸업식(졸업생 158명, 총 5,417명)
- 2023. 3. 1. 31학급 편성(특수학급 1학급 포함)
- 2023. 3. 2. 입학식(남:44명 여:44명, 총 88명)
- 2023. 12. 18.	제24회 졸업식
- 2024. 9. 2. 11대 이영미 교장 부임
- 2025. 1. 10.  제 25회 졸업식

## 참고 자료
- 남평초등학교 - 한국교육학술정보원 학교알리미